# Manifestations contre les mesures vaccinales de 2021-2022
Pour un article plus général, voir Opposition à la vaccination contre la Covid-19.
Des manifestations contre les mesures vaccinales de 2021 et de 2022 dans plusieurs pays du monde critiquent les politiques vaccinales contre la Covid-19 qui distribuent plusieurs milliards de doses de vaccin. Les motifs de manifestations peuvent différer. 
Les revendications vont de postures vaccinosceptiques, voire covidosceptiques, à des protestations contre les programmes de vaccination et les mesures concernant les laissez-passer sanitaires dits « passes sanitaires », impliquant une grande partie des populations nationales, mais aussi celles de passeport sanitaire au niveau international. Parfois, les revendications critiquent les politiques vaccinales en vigueur dans le but d'en réclamer de meilleures.

## Contexte
L’UE souhaite la disponibilité de vaccins sûrs et s'est engagée à verser plus de trois milliards d’euros à COVAX, l’initiative mondiale visant à garantir un accès équitable aux vaccins contre la Covid-19, et quatre vaccins ont été autorisés dans l'Union européenne dans le cadre de la mise sur le marché conditionnelle de médicaments définie par le règlement (CE) No 507/2006 du 29 mars 2006.
Le 13 octobre 2021, dans l'espace économique européen, 437 509 564 des 591 728 344 certificats numériques étaient des certificats vaccinaux, la vaccination touchant une majorité certaine de la population.
La vaccination contre la Covid-19, à l'image de la vaccination, suscite toutefois un large spectre de comportements individuels. Ces comportements individuels vont de l'hésitation devant un nouveau vaccin, à l’acceptation de la vaccination, ou à l'espérance d'une vaccination obligatoire. Entre ces deux extrêmes, la réticence à la vaccination peut être plus ou moins forte. On parle officiellement d'hésitation vaccinale.
Les comportements individuels liés au rejet des politiques vaccinales ou au scepticisme devant l'acte vaccinal peuvent alimenter une contestation sociale.
En semaine 5 de l'année 2022, la vaccination dans les pays de l'espace économique européen atteint :
- dans la population adulte majeure de 18 ans (30 pays) :  
  - 315 836 627 personnes ont reçu une première dose (85,2 %),
  - 303 667 175 personnes ont reçu un vaccin (82 %),
  - 210 883 405 personnes ont reçu une dose en plus (troisième dose) (56,9 %) ;
- dans la population adulte majeure de 60 ans (28 pays) :  
  - 105 232 980 personnes ont reçu une première dose (93 %),
  - 102 994 301 personnes ont reçu un vaccin (91,1 %),
  - 87 979 516 personnes ont reçu une dose en plus (troisième dose) (81,4 %).

## Allemagne
Des milliers de personnes ont défilé dans les rues de Berlin le dimanche 29 août 2021 lors d'une deuxième journée de protestation non autorisée contre les vaccins et les restrictions visant à endiguer une quatrième vague de la pandémie. Des dizaines de policiers en tenue anti-émeute ont tenté de contrôler la marche dans les rues résidentielles de Berlin-Est. La police de Berlin a déclaré sur Twitter qu'elle avait arrêté environ quatre-vingt personnes lors de la manifestation, en se concentrant sur celles qui étaient violentes ou qui appelaient à la violation de la réglementation sur le coronavirus. Samedi précédent, la police avait arrêté plus de cent personnes au cours d'une manifestation similaire, après que des manifestants aient tenté de franchir des barricades pour pénétrer dans le quartier du gouvernement, situé dans le centre de Berlin.
Aux cris de « ne touchez pas à nos enfants », les manifestants ont brandi des banderoles dénonçant ce qu'ils appellent les « écartés de la vaccination », alors que certaines régions d'Allemagne prévoient d'imposer des restrictions plus strictes aux personnes qui ne se font pas vacciner contre le coronavirus.
Afin d'encourager davantage de personnes à se faire vacciner, le gouvernement allemand a déclaré qu'il cesserait d'offrir un dépistage gratuit du coronavirus à partir du 11 octobre 2021, sauf pour les personnes pour lesquelles la vaccination n'est pas recommandée, comme les enfants et les femmes enceintes.
Une minorité importante d'Allemands étant sceptiques à l'égard de la vaccination, le gouvernement du Stadtstaat de Berlin a été critiqué pour avoir exhorté les adolescents à se faire vacciner, ce qui est autorisé pour les personnes de plus de 12 ans.

## Australie
En Australie, des manifestations contre les mesures vaccinales ont été menées dès la mi-février 2021.
Des rassemblements ont eu lieu dans des villes comme Melbourne, Sydney et Brisbane et se sont déroulés en grande partie de manière pacifique.
Cependant à Melbourne, certains manifestants ont affronté la police, qui a utilisé du gaz poivre et procédé à plusieurs arrestations.
En effet, le 20 février, des centaines de personnes ont été vues au Fawkner Park (en) de Melbourne en train de manifester contre le vaccin contre la Covid-19, lorsqu'elles ont été accueillies par une forte présence policière.
Des manifestants vaccinosceptiques ont défilé avec des pancartes portant des slogans tels que « l'immunité de groupe des vaccins est une escroquerie » et « votre corps, votre choix » .
Le 24 juillet, des milliers de personnes sont descendues dans les rues de Sydney et d'autres villes australiennes pour protester contre les restrictions liées au confinement dans un contexte de recrudescence des cas de Covid-19, ainsi que contre les passeports vaccinaux, et la police a procédé à plusieurs arrestations.
Le 18 septembre 2021, plusieurs manifestations à Melbourne, qui « connaît son sixième confinement depuis le début de la pandémie », et à Sydney ont donné lieu à des affrontements avec la police et à des arrestations.
Les autorités de Melbourne décident, le 21 septembre, de fermer pour deux semaines les chantiers de construction de la ville, en raison du refus de la vaccination obligatoire par les ouvriers y travaillant et « après des manifestations de protestation contre de nouvelles règles plus strictes », jetant des milliers d'ouvriers au chômage sans indemnités et provocant l'intensification des manifestations. Les policiers tirent avec des balles en caoutchouc et le siège du syndicat de la construction est caillassé par les manifestants.

## Autriche
À la suite de l'annonce d'un nouveau confinement pour les non-vaccinés ainsi que l'obligation vaccinale obligatoire pour le 1er février 2022, le chef du FPÖ Herbert Kickl ainsi que certains policiers individuellement annoncent leurs intentions de manifester ce samedi 20 novembre 2021 pour contrer selon eux les entraves des droits de circulation et de choisir ou non de se faire vacciner pour les habitants résidents de l'Autriche,.
Le 11 décembre 2021, des dizaines de milliers de personnes se rassemblent à Vienne pour protester contre l'obligation de se faire vacciner contre la Covid-19 et contre l'assignation à résidence de ceux qui n'ont pas encore reçu le vaccin. La police estime le nombre de manifestants à 44 000. Cette manifestation est la dernière d'une série de manifestations organisées le week-end depuis que l'Autriche est devenue, le mois précédent, le premier pays de l'UE à déclarer qu'elle allait rendre obligatoire la vaccination contre la Covid-19. La vaccination sera obligatoire à partir de février 2022 pour tous les résidents de plus de 14 ans, sauf en cas de dispense pour raisons de santé. Le gouvernement a précisé que personne ne serait vacciné de force, mais que ceux qui refuseront le vaccin devront payer une amende initiale de 600 euros, qui pourra ensuite passer à 3 600 euros en cas de non-règlement.

## Belgique
Des milliers de manifestants descendent dans les rues de Bruxelles le 5 décembre 2021 pour protester contre les vaccins et les restrictions liées aux coronavirus, alors que l'Europe reste en proie à une résurgence des infections par la Covid-19 et que les autorités nationales craignent que les manifestants ne se radicalisent. Selon la police, quelque 8 000 personnes ont pris part à la manifestation, soit une forte baisse par rapport aux 35 000 personnes estimées lors d'une manifestation similaire deux semaines plus tôt. Les manifestants tenaient des pancartes sur lesquelles on pouvait lire « les vaccins ne vous rendent pas libres  » et « arrêtez la dictature ». Ils ont scandé « liberté » et « Passe sanitaire Covid, non merci ! », en référence au certificat numérique du gouvernement nécessaire pour entrer dans les restaurants et les pubs ou lors de grands événements.

## Brésil
Des dizaines de milliers de Brésiliens ont manifesté dans plusieurs villes le 3 juillet 2021. Il s'agit de la troisième grande vague de manifestations dans les dernières semaines.
À la demande d'un juge du Tribunal suprême fédéral du Brésil, les procureurs ont ouvert le 2 juillet une enquête sur l'implication du président Bolsonaro dans un complot sur les vaccins. Le président fait l'objet d'un examen minutieux à propos d'un accord portant sur l'achat de 20 millions de doses d'un vaccin qui n'avait pas terminé les essais cliniques ni été approuvé par les autorités réglementaires. Il est accusé d'avoir ignoré un avertissement selon lequel la transaction comportait certaines irrégularités.
Le scandale des vaccins a commencé à éclater en juin, lorsque les membres d'une commission du Congrès créée en avril ont commencé à avoir des doutes sur les conditions d'un contrat de 316 millions de dollars que le gouvernement avait conclu pour acheter 20 millions de doses du vaccin indien contre la Covid-19, le Covaxin.
Cet achat est inhabituel car le Brésil a ignoré pendant des mois les offres répétées de Pfizer, qui proposait des millions de doses initiales de son vaccin. L'approbation précipitée de l'accord sur le Covaxin a également été source de confusion, car le vaccin n'avait pas encore terminé les essais cliniques ni été homologué par l'autorité sanitaire brésilienne. Son prix de vente était exponentiellement plus élevé que le prix que le fabricant avait annoncé il y a plusieurs mois. De plus, la vente avait été négociée par un intermédiaire.

## Canada

Manifestation contre les mesures sanitaires au Québec, 8 mai 2021.

Le 1er mai 2021, plusieurs milliers de manifestants se sont rassemblés près du Stade olympique de Montréal, dont beaucoup étaient vêtus de blanc, pour protester contre les mesures sanitaires mises en place pour freiner la propagation de la Covid-19,.
Les responsables de la santé de la ville ont été contraints de fermer le site de vaccination du stade après l'appel à manifester, et des dizaines de rendez-vous de vaccination ont été reportés ou déplacés vers d'autres cliniques.
Les agents de la police de Montréal (SPVM) ont distribué plus d'une douzaine mais moins d'une centaine de contraventions au début de la marche pour violation d'obligation de port du masque et des mesures de distanciation.
Le 14 août 2021 à Montréal, plusieurs milliers de personnes ont manifesté dans les rues pour protester contre la mise en place d’un passeport vaccinal prévoyant d'obliger ceux qui veulent manger dans un restaurant, entrer dans un bar, fréquenter une salle de sport ou encore assister à un festival à présenter la preuve de leur vaccination.
Plusieurs femmes ont des affiches « Mon corps, mon choix » détournant le slogan emblématique des mouvements féministes d’après mai 1968 puis des militants du droit à l’avortement aux États-Unis, dits « pro-choix ».
Le Convoi de la liberté du Canada est une manifestation et un blocus en cours contre l'obligation introduite le 15 janvier 2022 par le gouvernement du Canada d'une vaccination valide à l'entrée par voie terrestre dans le pays.

## Chypre
Des milliers de personnes se sont rassemblées devant le palais présidentiel dans la capitale de Chypre, Nicosie, pour protester contre le passe sanitaire et ce qu'elles considèrent comme une pression pour se faire vacciner contre la Covid-19, rapportent les médias locaux.
Les manifestants se sont rassemblés sur la place des droits de l'homme, devant le palais présidentiel, le 18 juillet 2021. La manifestation, organisée par des groupes de médias sociaux, était pacifique, bien qu'il y ait eu une présence policière, selon le Cyprus Mail.
Selon le journal, les manifestants demandaient l'abolition du passe sanitaire, la fin des tests bihebdomadaires pour les employés non vaccinés et exigeaient une déclaration présidentielle comme quoi la vaccination contre le coronavirus ne serait pas obligatoire. Les manifestants demandaient également un traitement plus précoce et plus efficace contre la Covid-19 à la place des vaccins.

## Espagne
Environ 200 personnes ont défilé le 24 juillet 2021 dans les rues du centre de Vigo en scandant divers slogans contre la « dictature sanitaire ».
« Les enfants sont sacrés » ou « C'est un complot de Bill Gates et Soros pour nous contrôler » étaient quelques-uns des slogans visibles, tant dans leurs chants que dans leurs banderoles.
En Espagne, ces rassemblements ont été reproduits à Madrid, Barcelone, San Sebastian, Grande Canarie, Santa Cruz de Tenerife, Palma, Santander, Séville et Valence.

## États-Unis d'Amérique
Des centaines de personnes se sont massées le 17 juillet 2021 sur le trottoir devant l'entrée principale de l'hôpital Henry-Ford à West Bloomfield pour protester contre l'obligation de vaccination contre la Covid-19 imposée par le système de santé aux employés, aux entrepreneurs et autres.
Le Henry Ford Health System (en) est devenu le premier système hospitalier connu du Michigan à exiger que l'ensemble de ses 33 000 employés, ainsi que les étudiants, les bénévoles et les contractants, se fassent vacciner au plus tard le 10 septembre. Cela inclut les employés qui travaillent à distance.
L'entreprise a fait son annonce en juin et a déclaré que certaines exemptions médicales et religieuses seront prises en compte, mais qu'elles se limitent aux personnes ayant eu des réactions allergiques graves à la première dose ou aux ingrédients des vaccins. Soixante-dix pour cent des employés ont reçu les premières doses du vaccin Covid-19.
Trinity Health (en) fait une annonce similaire le 8 juillet, en déclarant qu'elle exigerait que l'ensemble de ses 117 000 employés dans 22 États, ainsi que les sous-traitants et les autres personnes travaillant dans ses hôpitaux et autres établissements, reçoivent les vaccins contre la Covid-19.
Des centaines de personnes se sont rassemblées le 15 août près du manoir du maire de New York, à Manhattan, pour protester contre l'obligation de se faire vacciner pour les employés de la ville et les lieux couverts, deux jours avant son introduction.

## France

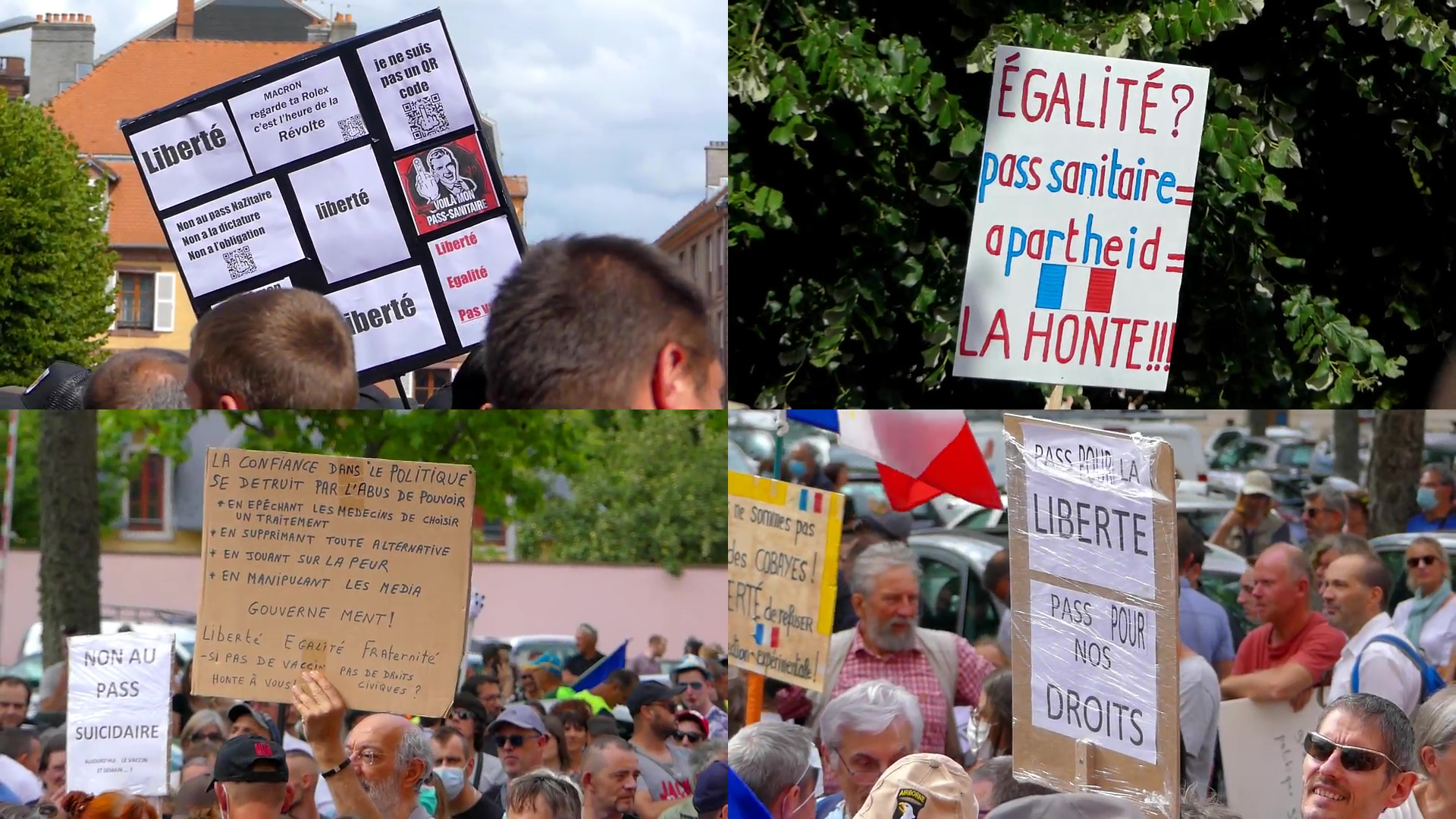
Manifestation à Belfort, 31 juillet 2021.

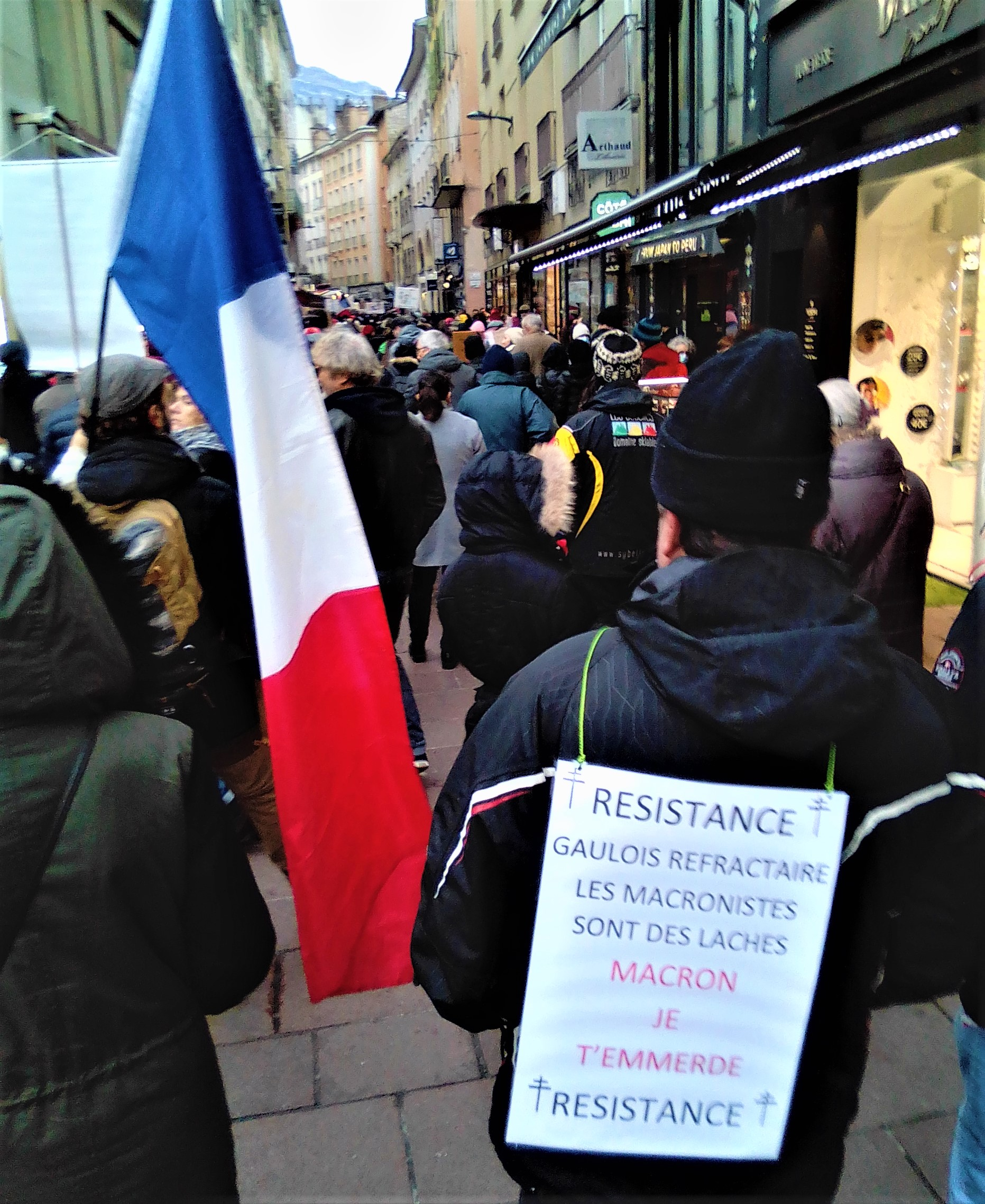
Manifestation à Grenoble, 8 janvier 2022.

### Évènements

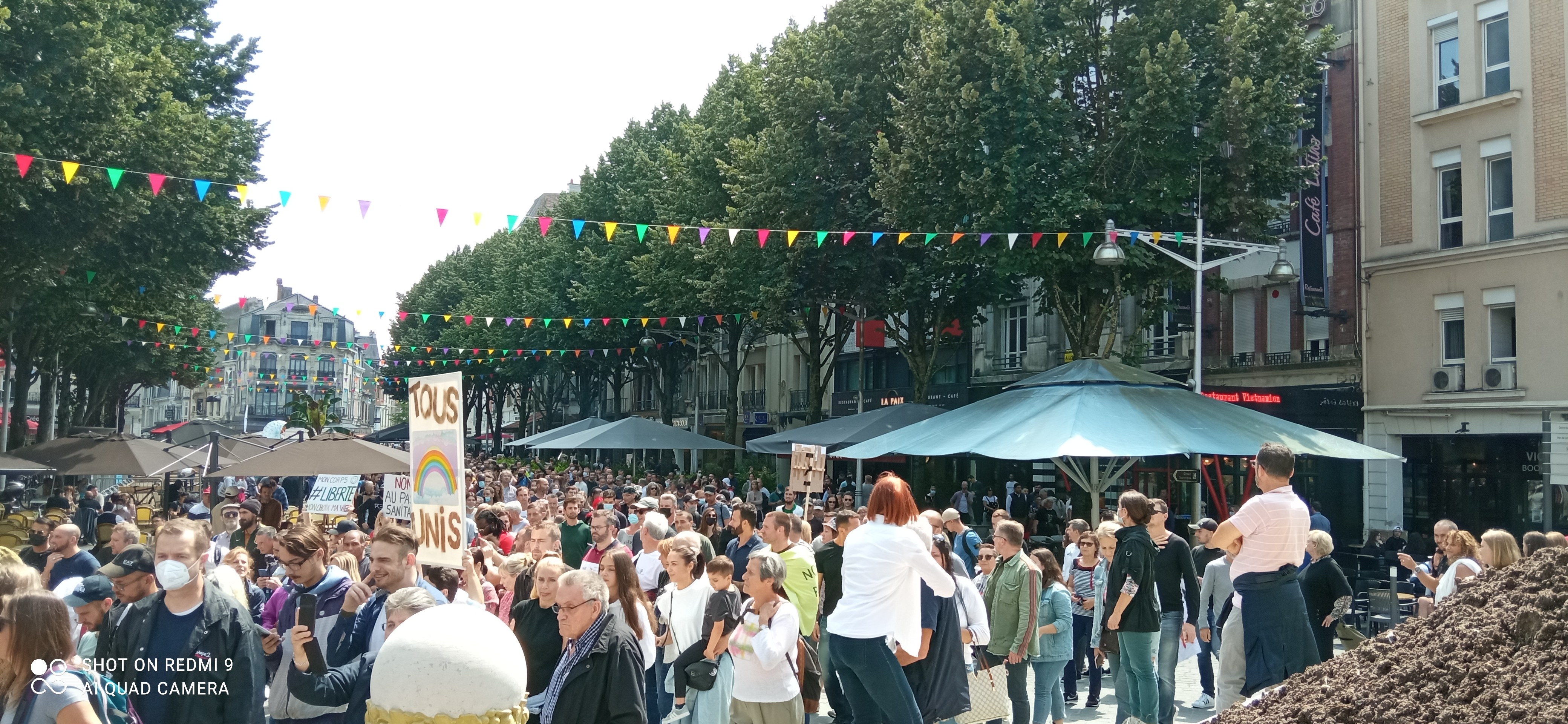
Manifestation anti passe sanitaire à Reims, juillet 2021.

Le 17 juillet 2021, plus de 100 000 personnes ont manifesté dans des communes de toute la France métropolitaine contre les mesures nationales incitant les citoyens à se faire vacciner pour freiner la diffusion du variant delta du coronavirus. À Paris, des marches de protestation ont traversé différents quartiers de la ville. Des manifestations ont également eu lieu à Strasbourg, à Lille, à Montpellier et ailleurs.
Des milliers de personnes ont répondu aux appels à descendre dans la rue de Florian Philippot qui a annoncé au début du mois qu'il se présenterait à l'élection présidentielle de 2022. Rassemblés à deux pas du Musée du Louvre, les manifestants ont scandé « Macron, dégage ! », « Liberté », et tapé des cuillères en métal sur des casseroles. Parmi la foule, des gilets jaunes en colère contre l'injustice économique perçue, des partisans d'extrême droite, du personnel médical et des royalistes. Ils ont dénoncé la décision prise le 12 juillet par le gouvernement de rendre les vaccins obligatoires pour tous les professionnels de la santé et d'exiger un « passe sanitaire » prouvant que les personnes sont pleinement vaccinées, ont récemment été testées négatives ou se sont remises du virus pour accéder aux restaurants et autres lieux publics. Le gouvernement Jean Castex sous la présidence d'Emmanuel Macron avait présenté un projet de loi visant à inscrire ces mesures dans la loi. Les revendications liées à la liberté individuelle côtoient l'opposition à la « dictature sanitaire ». Un thème courant parmi les manifestants est l'opposition à l'obligation vaccinale pour le personnel soignant, prescrite par la nouvelle loi.
Le 24 juillet, les manifestations reprennent et plus de 160 000 personnes défilent selon le ministère de l'Intérieur.
Le 31 juillet, plus de 200 000 personnes défilent en France dont 15 000 à Paris où 3 000 policiers sont déployés, et dans d'autres villes dont Marseille, Rennes et Strasbourg, selon le ministère français de l'Intérieur,.
Le jeudi 5 août 2021, plusieurs centaines de manifestants se sont rassemblés à proximité du Conseil d’État et du Conseil constitutionnel qui valide une évolution législative dans laquelle l’extension du passe sanitaire aux cafés-restaurants et à certains centres commerciaux ainsi que la vaccination obligatoire pour les soignants, se trouve.
Le samedi 14 août, de nouvelles manifestations organisées dans de nombreuses villes métropolitaines grandes et petites à l'initiative de divers leaders regroupent 215 000 personnes contre 237 000 la semaine précédente.
Le samedi 21 août, d'autres manifestations sont organisées avec 175 000 participants.
Le 11 septembre à Paris, devant le ministère de la Santé, plusieurs centaines de soignants et pompiers ont protesté contre l'obligation vaccinale pour les personnels de santé qui rentrera en vigueur le 15 septembre.
Le 15 novembre, une grève générale éclate en Guadeloupe, déclenchée par les mesures concernant le passe sanitaire et l'obligation vaccinale des soignants avec barricades et barrages, de nombreux heurts avec la police, les gendarmes, et autres incidents,,.
Samedi 8 janvier 2022, plus de 100 000 manifestants défilent contre le projet de passe vaccinal. Ce nombre est en nette hausse par rapport aux samedis précédents, alors que le chef de l’État a dit souhaiter « emmerder » les non-vaccinés.

### Comptage des manifestants par le Nombre Jaune
À l'occasion du mouvement des Gilets jaunes en 2019, un collectif de militants de ce mouvement s'était donné pour tâche de produire ses propres estimations à propos du nombre de manifestants en France. Assaël Adary, président du cabinet Occurrence, spécialisé dans le comptage des manifestants, estimait alors que la méthode utilisée par les membres de ce collectif n'était pas correcte : « Ce système de compter les colonnes ou les individus, sincèrement, c’est très très faux, il y a parfois des marges d’erreur de 200 %, 300 % ». Ce collectif a repris ses comptages lors des manifestations contre le passe sanitaire et proposé des chiffrages différents de ceux du ministère de l'Intérieur,,,.
| #  | Date              | Chiffre ministère Intérieur | Chiffre Le Nombre Jaune | Source |
| -- | ----------------- | --------------------------- | ----------------------- | ------ |
| 1  | 17 juillet 2021   | 114 000                     |                         | ,      |
| 2  | 24 juillet 2021   | 161 000                     | 321 267                 | ,      |
| 3  | 31 juillet 2021   | 204 000                     | 373 540                 | ,      |
| 4  | 7 août 2021       | 237 000                     | 415 061                 | ,      |
| 5  | 14 août 2021      | 214 850                     |                         | [ 48 ] |
| 6  | 21 août 2021      | 175 500                     | 357 100                 | ,      |
| 7  | 28 août 2021      | 159 500                     | 319 290                 | ,      |
| 8  | 4 septembre 2021  | 141 700                     |                         | [ 50 ] |
| 9  | 11 septembre 2021 | 121 000                     |                         | [ 51 ] |
| 10 | 18 septembre 2021 | 80 000                      |                         | [ 52 ] |
| 11 | 25 septembre 2021 | 64 000                      |                         | [ 53 ] |
| 12 | 2 octobre 2021    | 47 950                      |                         | [ 49 ] |
| 13 | 9 octobre 2021    | 45 300                      |                         | [ 49 ] |
| 14 | 16 octobre 2021   | 45 000                      | 67 000                  | ,      |
| 15 | 23 octobre 2021   | 40 000                      | 73 130                  | ,      |
| 16 | 30 octobre 2021   | 25 000                      |                         | [ 56 ] |
| 17 | 6 novembre 2021   | 29 000                      |                         | [ 57 ] |
| 18 | 13 novembre 2021  |                             |                         |        |
| 19 | 20 novembre 2021  | 23 000                      | 64 000                  | [ 58 ] |
| 20 | 27 novembre 2021  | 19 700                      |                         | [ 58 ] |
| 21 | 4 décembre 2021   | 18 600                      |                         | [ 59 ] |
| 22 | 11 décembre 2021  | 20 646                      |                         | [ 59 ] |
| 23 | 18 décembre 2021  | 25 500                      |                         | [ 59 ] |
| 24 | 8 janvier 2022    | 105 200                     |                         | [ 60 ] |
| 25 | 15 janvier 2022   | 54 000                      |                         | [ 61 ] |
| 26 | 22 janvier 2022   | 38 000                      |                         | [ 62 ] |

### Revendications
François Asselineau, leader de l'UPR, revendique le droit de se faire vacciner avec des vaccins russes et chinois.
Fabrice Di Vizio critique la politique du gouvernement et le vaccin.

### Sociologie des manifestants
Selon le politologue Jérôme Fourquet, il s'agit d'un mouvement sans organisation syndicale ni leader autoproclamé, alimenté par un climat de méfiance envers les médias et le gouvernement, agrégeant des personnes d'horizon sociologique très divers. Il souligne les similitudes avec le mouvement des gilets jaunes.
Selon Le Monde, les manifestations sont éclectiques, et font coexister des porteurs de « gilets jaunes », certains syndicats, des organisations de gauche radicale et de droite extrême comme l’organisation intégriste chrétienne Civitas.
France Bleu y évoque aussi la présence de régionalistes occitans, tandis que France Inter se fait le relais d'une étude de la fondation Jean Jaurès qui établit un parallèle entre la présence de la langue d'oc et le fait que le sud est plus réfractaire aux mesures sanitaires du gouvernement parisien, « ce refus de se soumettre à la centralisation de l’État et à l’ordre républicain s’accompagnerait d’une volonté de préserver une culture locale ».

Ces manifestations-valises sont organisées derrière des termes vagues qui agglomèrent des communautés diverses, d'après l'essayiste Tristan Mendès France,. « Il y a une extrême hétérogénéité de profils sociaux, beaucoup de gens qui ont toute une série de griefs qui s'accumulent », juge également le politologue Jean-Yves Camus, co-directeur de l'Observatoire des radicalités politiques.
Selon The New York Times, les manifestants sont unis dans leur méfiance à l'égard des médias et du gouvernement du président Emmanuel Macron, mais les similitudes s'arrêtent là. Ils comprennent des militants d'extrême droite et d'extrême gauche, des membres des Gilets jaunes et des théoriciens du complot contre les vaccins, ainsi que des personnes vaccinées qui affirment que le passeport santé est oppressif et injuste. Ils comprennent également des familles en colère contre les nouvelles règles sanitaires qui prévoient que seulement les collégiens et les lycéens non vaccinés seront renvoyés chez eux lorsqu'une infection à coronavirus est détectée dans leur classe alors que les élèves vaccinés continueraient la classe.
Le soutien à Didier Raoult a été exprimé par des pancartes et slogans.

### Dégradations, violences
Dans la ville de Nancy, le 24 juillet 2021 après la manifestation réunissant près de 2 500 personnes contre le passe sanitaire dans la ville, on a constaté qu'une pharmacie et son stand de dépistage anti-covid ont été dégradés, la tente abritant le stand a été renversée et la vitre du commerce vandalisée.
Les manifestations du 31 juillet 2021 en Martinique ont été le théâtre du pillage d'un hypermarché, de l'incendie d'un vaccinodrome et d'une pharmacie ainsi que de cinq véhicules, ainsi que d'autres dégâts, à Fort-de-France.
Le samedi 21 août, des manifestants contre le passe sanitaire forcent les portes du centre commercial Mériadeck à Bordeaux et occasionnent environ 10 000 euros de dégâts.
Le 11 septembre, une violente bagarre oppose une vingtaine d’individus et des membres du cortège de Toulouse,.
Le 10 janvier 2022, un député de Saint-Pierre-et-Miquelon est agressé en marge d'une manifestation contre le passe sanitaire organisé sur le territoire de la collectivité d'outre-mer.

### Effet commercial
À Rouen, des commerçants accusent les manifestations de faire baisser leur chiffre d'affaires et demandent de placer la zone intra-boulevards du centre-ville en zone sécurisée en limitant toute manifestation dans cette zone,.

### Couverture médiatique
Le média anti-passe sanitaire Epoch Times est distribué aux manifestants français.

« Ces manifestations deviennent un objet politique, sociétal... et donc journalistique. Il est donc logique que les médias les couvrent et qu’ils analysent les slogans et discours qui sont tenus dans ces cortèges.
Evidemment, cela peut créer un effet de loupe et donner plus d’importance à ces manifestations qu’elles n’en ont réellement. D’où l’importance, comme vous nous le rappelez, de les ramener à leur réelle dimension statistique. »

« Le fait que les manifestants contre le passe sanitaire et la vaccination représentent une infime part de la population française ne doit pas nous empêcher de nous faire l’écho de ce mouvement, sans lui donner toutefois plus d’importance qu’il ne le mérite. D’abord parce que les discours minoritaires méritent d’être écoutés, notamment pour ce qu’ils disent de la société et de la défiance que peuvent manifester certains face aux « élites », à la science ou aux médias. »

— Le Monde, « Le Monde vous répond » - Sur la couverture éditoriale de la mobilisation anti-passe sanitaire, 26 aout 2021

### Réactions du gouvernement
Emmanuel Macron réagit à ces manifestations en proposant de « répondre à toutes [les] questions » au sujet de la vaccination et le passe sanitaire, à partir de la semaine du 2 août 2021, sur ses comptes Instagram et TikTok. Une démarche de pédagogie auprès des plus jeunes et de réactions aux fausses rumeurs est évoquée. Le ministre de la santé Olivier Véran dénonce parmi les manifestants des slogans « parfois extrêmement douteux, voire complètement crades », fait valoir que de nombreux patients hospitalisés au CHU de Fort-de-France sont des jeunes non vaccinés, parfois sans comorbidités, « en bonne santé il y a quelques jours », mais « aujourd'hui sur le ventre intubés ventilés dans le coma dans les services de réanimation » et conclut que les éventuels doutes levés par des milliards d'humains vaccinés sur plusieurs mois permettent de se faire vacciner.

### Controverse liée au port de l'étoile jaune par des manifestants

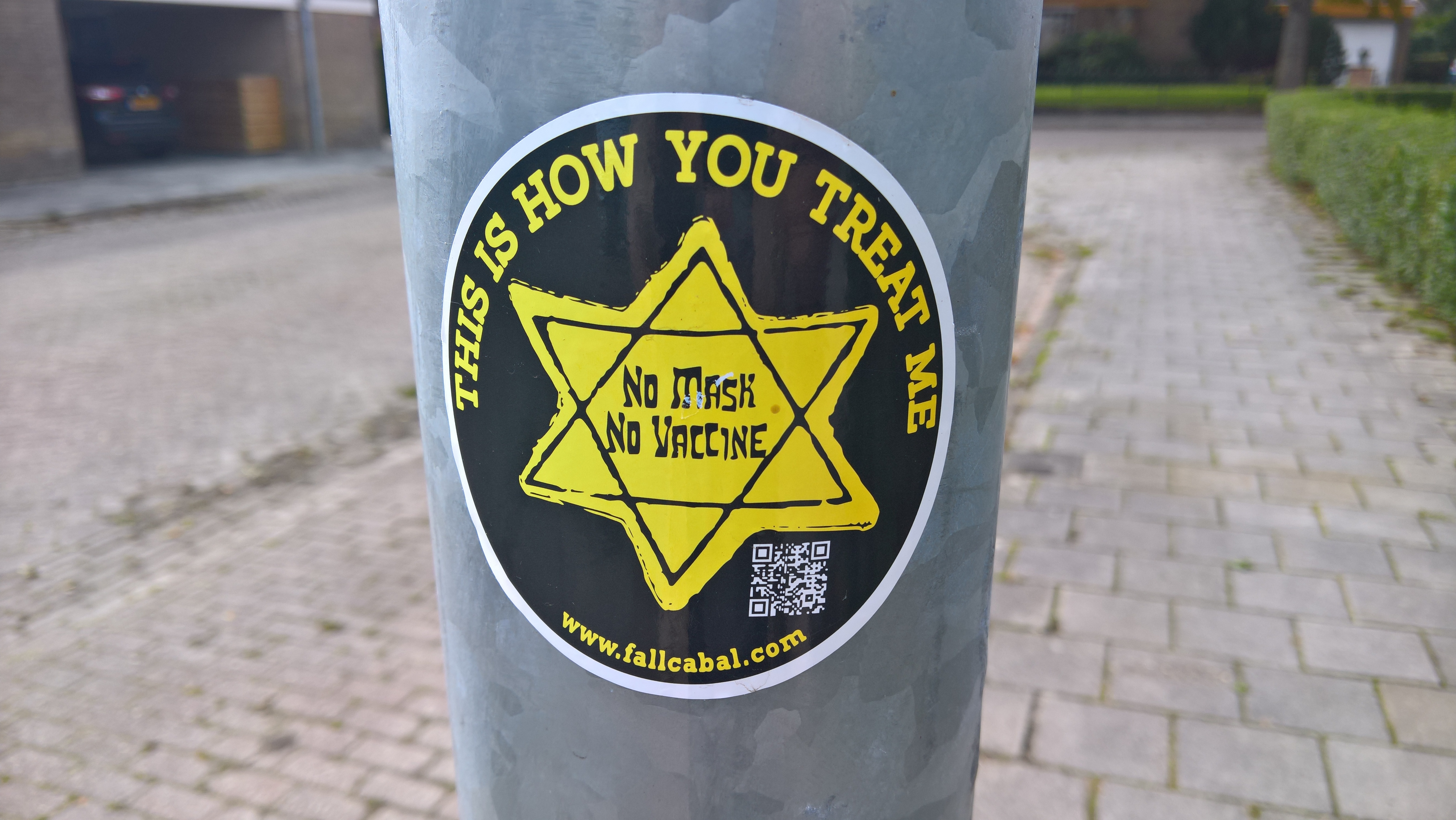
Autocollant émanant du site fallcabal.com comparant les masques et les vaccins contre le SARS-CoV-2 au traitement des Juifs par les Nazis durant la Seconde Guerre mondiale, apposé sur un poteau public situé à Winschoten aux Pays-Bas.

Lors des manifestations du 17 juillet contre les règles gouvernementales en matière de vaccination, certains manifestants portaient des étoiles jaunes rappelant celles que les nazis obligeaient les Juifs à porter lors de la Seconde Guerre mondiale. D'autres manifestants portaient des pancartes évoquant le camp de la mort d'Auschwitz ou le régime d'apartheid d'Afrique du Sud, affirmant que le gouvernement français les maltraite injustement avec ses mesures anti-pandémie.
Un survivant français de la Shoah, Joseph Szwarc, a dénoncé de façon vibrante les manifestants anti-vaccination qui se comparent aux Juifs persécutés par le Troisième Reich. Des responsables français et des groupes de lutte contre le racisme se sont joints à cette personne de 94 ans pour exprimer leur indignation,. L'historien Emmanuel Debono rappelle que cette « confusion des sorts » est un des ressorts de l'antisémitisme.
Le porte-parole du gouvernement français, Gabriel Attal, a déploré les « comparaisons absolument abjectes » des politiques de vaccination avec les atrocités nazies, et il a exhorté les autres dirigeants politiques à s'exprimer. Le premier ministre Jean Castex affirme « nous serons intraitables » avec ceux qui « font allusion à l'étoile jaune ou à la Shoah ». D'autre personnalités de différents partis politiques ont exprimé leur indignation telles que Clément Beaune, Renaud Muselier, Agnès Firmin-Le Bodo, Robert Ménard.

### Provocation à la haine raciale
L'interpellation d'une femme de 34 ans a été annoncée le 9 août par Gérald Darmanin pour une pancarte titrée « Qui ? » - un pronom interrogatif « d'apparence innocente » - surmontée de cornes du Diable, défilant à Metz, au « contenu manifestement antisémite », accusant les Juifs qui « seraient une communauté malfaisante et à l'origine de tous nos maux », décrypte Dominique Sopo, président de SOS racisme. La manifestante sera jugée pour délit de provocation à la haine raciale par affiches ou placards.
Ces pancartes rejoignent les différents visuels qui ont déjà fait scandale au fil des rassemblements, mêlant étoiles jaunes, références au régime de Vichy ou au nazisme. « Avec toutes ces références, on a une illustration de la spécificité de l'antisémitisme ».
D'autres pancartes de même acabit, à contenu antisémite sont observées dans les manifestations qui suivent, au milieu d'« une absence de réaction des autres manifestants », remarquent Dominique Sopo et Michel Wieviorka,,. Ce dernier souligne que tous les manifestants ne sont pas antisémites mais pour Rudy Reichstadt, politologue et directeur de Conspiracy Watch, il s'agit de minimiser l'antisémitisme, et pour d'autres en le banalisant,,.

#### Accusations paradoxales
Le sociologue Michel Wievioka explique que « Dans ces manifestations antivax, antipass, complotistes, hostiles au chef de l'État..., Macron [et les autres membres du gouvernement, ndlr] est à la fois désigné comme l’Hitler et le juif : il est celui qui a travaillé pour la haute finance, qu’on désigne comme affilié aux Rothschild... Et en même temps, il est celui qui a les mêmes comportements que ceux qui s’en sont pris aux juifs pendant la Seconde Guerre mondiale...; on peut aussi bien voir une pancarte suggérant un complot juif qui vient d’en haut que des étoiles jaunes et des croix gammées dénonçant la « dictature nazitaire » ». Le chef de l'État est ainsi « accusé de deux choses totalement contradictoires », et ce « paradoxe délirant » fonctionne.

### Critiques
Les manifestants ont leur détracteurs, comme la politologue Chloé Morin qui critique une forme de dictature des minorités mise en avant par le fonctionnement des médias qui leur donne un écho disproportionné, ou le philosophe Raphaël Enthoven selon qui « Le passe sanitaire n'est pas une restriction de la liberté mais, en période de pandémie, une condition de la liberté, au même titre que l'obligation de présenter un passeport permet de voyager ou que l'obligation de respecter le code de la route permet de conduire. »
Laurent Berger, secrétaire général de la CFDT, qualifie d'« infréquentables (...) tous ceux qui sont d'extrême droite, qui sont complotistes, qui sont antisémites et qui, finalement, se servent de cet argument-là pour pousser leurs idées », et ne souhaite pas être assimilé à ces manifestants.

## Grèce
À partir du 14 juillet 2021, des milliers de personnes ont protesté contre la vaccination obligatoire et d'autres mesures imposées par le gouvernement grec pour lutter contre la pandémie à Athènes, Thessalonique et dans d'autres villes de Grèce.
Outre les quelque 4 000 personnes qui se sont rassemblées devant le Parlement grec à Athènes, la police a indiqué que plusieurs centaines de personnes sont également descendues dans les rues des villes de Thessalonique, Ioánnina et Héraklion pour la même raison.
Ces manifestations font suite à l'annonce du gouvernement grec selon laquelle seules les personnes vaccinées contre la Covid-19 seront autorisées à manger à l'intérieur des restaurants et à entrer dans les institutions culturelles.
Les lieux et espaces réservés aux personnes immunisées en Grèce seront réservés à ceux qui ont été entièrement vaccinés ou qui sont immunisés après avoir contracté le virus au cours des six derniers mois.
Pour accéder à ces lieux, chacun devra également être en possession du certificat correspondant pour prouver son statut. Le plan prévoit également des lieux « mixtes », où les personnes non vaccinées pourront également accéder aux lieux, à condition de présenter un test PCR négatif pour la Covid.
Le 24 juillet 2021, La police grecque a utilisé des gaz lacrymogènes et des canons à eau pour disperser les personnes qui s'étaient rassemblées dans le centre d'Athènes pour protester contre les vaccinations obligatoires.
Plus de 4 000 personnes se sont rassemblées devant le Parlement grec pour la troisième fois ce mois-ci afin de s'opposer aux inoculations obligatoires pour certains travailleurs, tels que le personnel de santé et les infirmières.

## Israël
Le 24 février 2021, des manifestants se sont rassemblés à Tel Aviv pour protester contre la vaccination forcée et le programme de « passeport vert » (voir Passeport sanitaire) qui permet aux personnes vaccinées et aux patients guéris de la Covid-19 de participer à certaines activités, notamment à des rassemblements de masse.
Des milliers d'Israéliens défilent le 7 août 2021 dans les rues de Tel Aviv pour protester contre les nouvelles restrictions gouvernementales liées à la pandémie de coronavirus. Le terme de « dictature médicale » est évoqué.
Le Premier ministre Naftali Bennett a lancé ce que certains considèrent comme une campagne de relations publiques trop agressive pour faire changer d'avis le million d'Israéliens qui ont choisi de ne pas se faire vacciner. Le mois précédent, Bennett a été accusé de faire honte à ces « réfractaires au vaccin » et a depuis laissé entendre que si Israël devait faire face à un confinement national lors des prochaines fêtes juives, ce serait à cause d'eux.

## Irlande et Irlande du Nord
Le 24 juillet 2021, des manifestations ont eu lieu à Dublin pour protester contre les restrictions en vigueur en Irlande et la nouvelle législation permettant la réouverture de la restauration en salle.
Une foule nombreuse s'est rassemblée devant le Custom House (en) à Dublin, alors que les routes étaient bloquées et le trafic paralysé.
L'agence de presse PA estime qu'environ 1 500 personnes se sont rassemblées après 14 heures. Nombre d'entre elles étaient là pour exprimer leur opposition aux vaccins, aux restrictions en vigueur et au certificat numérique pour la Covid — implémentation irlandaise du passe sanitaire européen — utilisé dans l'Union européenne pour permettre notamment aux personnes vaccinées de voyager librement.
Ces certificats devront désormais également utilisés par les personnes vaccinées pour accéder aux services de restauration en salle.
Des manifestations similaires ont eu lieu à Belfast.

## Italie
Le gouvernement italien renforce les mesures visant à lutter contre l'augmentation du nombre d'infections, en adoptant des règles plus strictes pour les activités en intérieur. À partir du 6 août 2021, les personnes devront présenter une preuve de vaccination, un résultat de test négatif ou une preuve de guérison de la Covid-19 pour pouvoir dîner à l'intérieur ou entrer dans les musées, les gymnases et les piscines, entre autres lieux publics.
Le Premier ministre Mario Draghi déclare que cette exigence n'est pas arbitraire et que la réouverture nécessite le maintien de l'utilisation du green pass. L'obligation vaccinale est fixée à la date du 15 octobre pour certaines professions comme celles de la santé, du bâtiment et pour les dockers.
Le 24 juillet 2021, des milliers de personnes en Italie descendent dans la rue pour s'opposer aux politiques de santé du gouvernement, alors que des réglementations plus strictes ont été introduites pour contrer une augmentation du nombre de cas.
Celles-ci se sont rencontrées sur les réseaux sociaux et, à 17 h 30, se sont déversées sur les places de plus de 80 villes italiennes.
Quelque 3 000 personnes se sont rassemblées à Rome pour protester contre ce que l'on appelle le « laissez-passer vert » ou green pass (voir Passeport sanitaire), selon l'agence de presse ANSA.
À Milan, où, selon des sources policières, 9 000 personnes ont défilé, une banderole portant l'inscription « Retirez les grandes entreprises pharmaceutiques de l'État » a ouvert le cortège.
Des manifestations ont également eu lieu à Turin et Naples, selon le journal Corriere della SeraCorriere della Sera, à Trieste menées par les dockers.
Le 28 juillet, de nouvelles manifestations contre le passe sanitaire ont eu lieu dans toute l'Italie, notamment à Rome, certaines à l'initiative du député Claudio Borghi, au côté du Comitato librera scelta (Comité du libre choix) et de différents sénateurs et députés italiens.
Le 29 juillet, au Parlement italien, des élus du parti politique de droite nationaliste Fratelli d'Italia descendent en bas des travées en brandissant des pancartes « No green pass » (non au passe sanitaire), interrompant ainsi la séance parlementaire[réf. nécessaire].
Le 25 septembre 2021, des manifestations, à Trieste en Vénétie, à Milan, Turin, conspuent Mario Draghi et réclament la fin du green pass. À Rome, la sous-chef de la police de la ville crée la polémique en soutenant la manifestation de 100 000 personnes environ et en déclarant au journal La Repubblica : « Il Green Pass viola gli articoli della prima parte della Costituzione ».
En octobre 2021, à Rome, des manifestations dégénèrent sous l'emprise d'un parti politique représentant moins de 0,5 % de l'électorat.
Le 11 octobre, 8 000 personnes manifestent contre le pass sanitaire à Trieste.

## Malte
Le 24 juillet 2021, quelques centaines de personnes se sont rassemblées dans la capitale de Malte, La Valette, afin de protester contre les mesures de restriction sanitaire et scandant « no vaccine » (pas de vaccin) et dénonçant l'usage d'un « vaccin expérimental » sur les enfants en particulier.

## Maroc
Fin octobre 2021, des manifestants, dans plusieurs villes du Maroc, ont dénoncé la décision, entrée en vigueur le 21 octobre, d’exiger une preuve de vaccination contre le coronavirus pour pouvoir entrer sur leur lieu de travail et dans les lieux publics.

## Monaco
Le 4 septembre 2021, des centaines de manifestants ont défilé à Monaco contre le passe sanitaire et l'obligation vaccinale pour le personnel soignant.

## Pologne
L'année passée, plusieurs enquêtes d'opinion ont montré que les Polonais étaient moins disposés à se faire vacciner contre le coronavirus que les habitants d'autres pays. Les organisations nationalistes ont été particulièrement actives dans les manifestations contre le confinement et les vaccins, notamment un groupe en uniforme qui a pénétré dans un orphelinat pour empêcher les enfants d'être vaccinés.

## Royaume-Uni
Des manifestants, contre les mesures de confinement au Royaume-Uni les vaccins pour la Covid et les passeports vaccinaux, ont tenté d'envahir le centre commercial Westfield à Londres, le 29 mai 2021, tandis que des centaines d'autres se sont rassemblés sur la place du Parlement.
De nombreuses personnes dans la foule ont affirmé que la pandémie de coronavirus était un canular, tandis que d'autres ont protesté contre l'idée des passeports vaccinaux.
Parmi les participants à la manifestation organisée dans le centre de Londres figure la présentatrice de télévision Gillian McKeith, qui s'est élevée contre un « apartheid médical » et a déclaré que les mesures de confinement ne fonctionnaient pas.
Sur Twitter, certains ont employé le hashtag #Covidiots pour désigner les manifestants.
Lé 24 juillet, des manifestants anti-vaccins ont tenté de prendre d'assaut un centre de test Covid à Manchester.
La police a été obligée de garder le centre alors que des militants brandissant des banderoles se rassemblaient à l'extérieur.
Des milliers de personnes sont également descendues dans le centre de Londres pour manifester contre le « Freedom Day » et les passeports vaccinaux.
Le journaliste Piers Morgan a critiqué les manifestants sur Twitter, en publiant une vidéo du rassemblement avec la légende : « Nous avons besoin d'un vaccin urgent contre ces crétins anti-vaxx ».
Dans la semaine, Boris Johnson avait annoncé que des passeports de vaccination seraient nécessaires pour entrer dans une boîte de nuit à partir de septembre.
Une vidéo capturée par un vlogueur local, montre des manifestants d'Official Voice, un groupe qui se décrit comme « un forum collectif de chercheurs de vérité partageant les mêmes idées », tentant de prendre d'assaut l'ancien siège de la BBC, alors que la foule repousse un grand nombre d'officiers lors d'une escarmouche le 9 août 2021. Official Voice organisait depuis plusieurs semaines une campagne en ligne contre le déploiement du vaccin contre la Covid.
Selon ce vlogueur, ils sont particulièrement opposés à l'idée des passeports vaccinaux et à la généralisation des vaccins aux enfants. Le gouvernement avait annoncé la semaine précédente qu'il autorisait toutes les personnes âgées de 16 ans et plus à se faire vacciner, même sans le consentement de leurs parents.

## Russie
Le 26 juin 2021, la police de Moscou a arrêté au moins huit personnes après un rassemblement organisé par des communistes pour s'opposer à la vaccination obligatoire contre la Covid-19. Le rassemblement a attiré plusieurs centaines de personnes. La police serait intervenue après la fin de l'événement.
Alors que la Russie avait déployé des efforts considérables pour obtenir l'autorisation de mise sur le marché du vaccin Spoutnik V, des doutes persistaient dans de nombreux milieux à son sujet et la campagne d'inoculation de masse du pays s'est heurtée à une hésitation considérable concernant le vaccin.
Dans la semaine, le maire de Moscou, Sergueï Sobianine, avait déclaré que la vaccination contre la Covid-19 serait obligatoire pour 60 % des employés des secteurs du commerce et des services, de l'éducation et des soins de santé. Plus d'une douzaine de régions russes ont suivi le mouvement.
OVD-Info, une organisation non gouvernementale surveillant les manifestations et les arrestations en Russie, déclare que parmi les huit détenus se trouvent le chef de la faction du Parti communiste à la Douma d'État, Nikolay Zubrilin et le membre du Front de gauche Andrey Seleznev.
L'acteur populaire Egor Beroïev avait porté une étoile jaune au mois de mai lors d'une cérémonie de remise de prix, parlant de « se réveiller dans un monde où (la vaccination contre la Covid-19) est devenue une marque d'identification ». Il a suscité de nombreuses critiques, mais aussi des soutiens épars.

## Suisse
Le samedi 23 octobre 2021, environ 10 000 personnes se sont rassemblées à Berne, Place fédérale, « pour une manifestation nationale contre les mesures anti-Covid », et contre le pass sanitaire, à l'initiative de l'« Aktionsbündnis Urkantone » (« Alliance des cantons primitifs ») et de l'association « Freie Linke Schweiz » (la gauche libre de Suisse). Des discours ont été prononcés. Cette manifestation devrait être la dernière « avant la votation fédérale du 28 novembre sur la loi Covid », qui valide les mesures prises par la Confédération.

## Thaïlande
Le 7 août 2021, des centaines de manifestants sont descendus dans les rues de Thaïlande pour réclamer des réformes politiques et une modification du programme de vaccination du pays.
La police locale a tiré des gaz lacrymogènes et des balles en caoutchouc sur les manifestants, affirmant que ceux-ci avaient défié les restrictions imposées par le gouvernement en matière de prévention de la pandémie.
Les gens affirment que le gouvernement a été extrêmement lent à mettre en place les vaccins contre le coronavirus. Ils ont également demandé que le gouvernement commence à utiliser des vaccins à ARN, comme ceux de Pfizer et Moderna, plutôt que le vaccin chinois Sinovac.
Les manifestants ont également demandé la démission du Premier ministre thaïlandais, Prayut Chan-o-cha, qui est impopulaire auprès de la majorité de la population locale.